# Zeszyty Naukowe Uniwersytetu Jagiellońskiego. Prace Historyczne
Zeszyty Naukowe Uniwersytetu Jagiellońskiego. Prace Historyczne – polskie naukowe czasopismo historyczne, wydawane od 1955. Początkowo ukazywało się nieregularnie, później jako rocznik, następnie jako kwartalnik. 
W czasopiśmie są publikowane artykuły dotyczące różnych epok (od starożytności po czasy współczesne) i różnych specjalności (historia polityczna, społeczna, gospodarcza, historia nauki i kultury). Teksty są publikowane w języku polskim oraz językach kongresowych. Są wśród nich oryginalne studia naukowe, edycje źródeł historycznych, polemiki i recenzje oraz sprawozdania z najciekawszych wydarzeń naukowych.
Czasopismo jest indeksowane m.in. w bazach ERIH Plus, CEJSH i Zeitschriftendatenbank. Na ministerialnej liście czasopism uzyskiwało następująco liczbę punktów: 2012: 4; 2012a: 4; 2013: 6; 2014: 6; 2015: 15; 2016: 15.
Redaktor naczelny: Zdzisław Zblewski.